# City-Pier-City Loop 2008
De 34e editie van de City-Pier-City Loop vond plaats op zaterdag 15 maart 2008.
De wedstrijd was deze keer tevens het toneel van het Nederlands kampioenschap halve marathon. Kampioen halve marathon werd Michel Butter met een tijd van 1:03.17. De eerste Nederlandse, en dus Nederlands kampioene, was Nadezhda Wijenberg (1:16.32).
De wedstrijd bij de mannen werd een zege voor de Keniaan Patrick Makau Musyoki in 1:00.08. Hij versloeg zijn landgenoot Joseph Maregu, die vier seconden later over de finish kwam. Dennis Ndiso maakte het Keniaanse podium compleet door derde te worden in 1:00.33. De wedstrijd bij de vrouwen werd beslist door de Keniaanse Pauline Wangui, die zich als eerste bij de finish meldde in 1:09.49.

## Uitslagen

### NK mannen
| rang   | atleet         |
| ------ | -------------- |
| Goud   | Michel Butter  |
| Zilver | Koen Raymakers |
| Brons  | Greg van Hest  |

### NK vrouwen
| rang   | atleet             |
| ------ | ------------------ |
| Goud   | Nadezhda Wijenberg |
| Zilver | Daphne Panhuijsen  |
| Brons  | Saskia de Vries    |

### Mannen overall
| rang   | naam                     | land | tijd    |
| ------ | ------------------------ | ---- | ------- |
| Goud   | Patrick Makau Musyoki    | KEN  | 1:00.08 |
| Zilver | Joseph Maregu            | KEN  | 1:00.12 |
| Brons  | Dennis Ndiso             | KEN  | 1:00.33 |
| 4      | Wilson Kebenei           | KEN  | 1:00.43 |
| 5      | Francis Kibiwott         | KEN  | 1:00.52 |
| 6      | William Kipsang          | KEN  | 1:01.31 |
| 7      | Sammy Kibet              | KEN  | 1:01.42 |
| 8      | Philemon Terer Kiplagat  | KEN  | 1:01.59 |
| 9      | Michel Butter            | NED  | 1:03.17 |
| 10     | Peter Riley              | ENG  | 1:03.18 |
| 11     | Koen Raymaekers          | NED  | 1:03.19 |
| 12     | Dabaya Badhaso           | ETH  | 1:04.10 |
| 13     | Greg van Hest            | NED  | 1:04.17 |
| 14     | Sander Schutgens         | NED  | 1:05.01 |
| 15     | Marco Gielen             | NED  | 1:05.13 |
| 16     | Jim Svenøy               | NOR  | 1:05.54 |
| 17     | Martin Lauret            | NED  | 1:06.20 |
| 18     | Lander Van Droogenbroeck | BEL  | 1:06.34 |
| 19     | Robert Cheboror          | KEN  | 1:06.34 |
| 20     | Colin Bekers             | NED  | 1:06.59 |
| 21     | Rens Dekkers             | NED  | 1:07.15 |
| 22     | Gert-Jan Wassink         | NED  | 1:07.27 |
| 23     | Ezekiel Kiplagat         | KEN  | 1:08.24 |
| 24     | Raymon van den Berg      | NED  | 1:08.52 |
| 25     | Orphan van Faassen       | NED  | 1:09.01 |

### Vrouwen overall
| rang   | naam               | land | tijd    |
| ------ | ------------------ | ---- | ------- |
| Goud   | Pauline Wangui     | KEN  | 1:09.49 |
| Zilver | Susanne Hahn       | GER  | 1:11.29 |
| Brons  | Nadezhda Wijenberg | NED  | 1:16.32 |
| 4      | Maria-Sig Møller   | DEN  | 1:16.34 |
| 5      | Daphne Panhuijsen  | NED  | 1:16.51 |
| 6      | Saskia de Vries    | NED  | 1:18.10 |
| 7      | Marisa Hopmans     | NED  | 1:20.16 |
| 8      | Inge de Jong       | NED  | 1:21.06 |
| 9      | Barbara Zutt       | NED  | 1:21.48 |
| 10     | Mechtild Panhuysen | NED  | 1:21.53 |
| 11     | Anne van Schuppen  | NED  | 1:22.05 |
| 12     | Bregje Dieden      | NED  | 1:22.39 |
| 13     | Carla Ophorst      | NED  | 1:23.06 |
| 14     | Anneke de Wolff    | NED  | 1:24.21 |
| 15     | Inge van Bergen    | NED  | 1:25.01 |

1975 ·
1976 ·
1977 ·
1978 ·
1979 ·
1980 ·
1981 ·
1982 ·
1983 ·
1984 ·
1985 ·
1986 ·
1987 ·
1988 ·
1989 ·
1990 ·
1991 ·
1992 ·
1993 ·
1994 ·
1995 ·
1996 ·
1997 ·
1998 ·
1999 ·
2000 ·
2001 ·
2002 ·
2003 ·
2004 ·
2005 ·
2006 ·
2007 ·
2008 ·
2009 ·
2010 ·
2011 ·
2012 ·
2013 ·
2014 ·
2015 ·
2016 ·
2017 ·
2018 ·
2019 (afgelast) ·
2020 ·
2021 (afgelast) ·
2022 ·
2023 ·
2024
1992 · 
1993 · 
1994 · 
1995 · 
1996 · 
1997 ·
1998 ·
1999 · 
2000 · 
2001 · 
2002 · 
2003 · 
2004 · 
2005 · 
2006 · 
2007 · 
2008 · 
2009 · 
2010 · 
2011 · 
2012 · 
2013 · 
2014 · 
2015 · 
2016 ·
2017 ·
2018 ·
2019 ·
2022 ·
2023